# Argyra striaticollis
Argyra striaticollis är en tvåvingeart som beskrevs av Becker 1918. Argyra striaticollis ingår i släktet Argyra och familjen styltflugor. Inga underarter finns listade i Catalogue of Life.